# Rhinemys rufipes
Rhinemys rufipes är en sköldpaddsart som beskrevs av Johann Baptist von Spix 1824. Rhinemys rufipes är ensam i släktet Rhinemys som ingår i familjen ormhalssköldpaddor. IUCN kategoriserar arten globalt som nära hotad. Inga underarter finns listade i Catalogue of Life.
Arten förekommer vid floden Rio Solimões och vid andra vattendrag i sydöstra Colombia samt i angränsande regioner av Brasilien.